# نافذة إمالة
نافذة إمالة هي نافذة يمكن إمالتها باتجاه الداخل لوجود مفصل بمحاذاة الإطار الأسفل، والسقاطة في الجزء الأعلى. يسمح النظام لدرفة الشباك بالانقلاب خلفًا ومن ثم توقيفها بواسطة أذرع، طولها يتناسب مع زاوية فتحة الدوران. لا ينبغي الخلط بينها وبين الروشن أو النافذة التي تفتح نحو الخارج ونحو الأعلى.

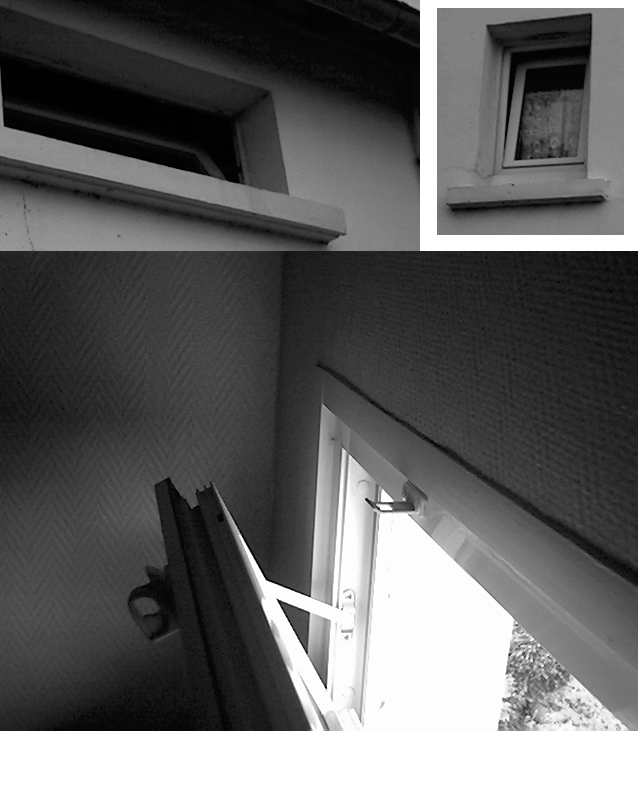
نوافذ مُمالة